# Mehmet Hoxha
Mehmet Hoxha (Đakovica, 29. studenoga 1908. – Beograd, 19. prosinca 1987.), bio je sudionik Drugog svjetskog rata na strani Titovih partizana. Bio je društveno-politički radnik SFR Jugoslavije, SR Srbije i SAP Kosova, kosovski albanski književnik i prevoditelj.

## Životopis
Rodio se 29. studenoga 1908. godine u kosovskom gradiću Đakovici. U rat se uključio već 1941. godine. Tijekom rata predsjedavao je NOO-om za Kosovo i Metohiju. Bio je članom Glavnog štaba NOV i PO za Kosovo i Metohiju. Od 1. siječnja 1944. do 11. srpnja 1945. godine obnašao je dužnost predsjednika Antifašističke skupštine narodnog oslobođenja Kosova i Metohije.
Nakon rata bio je ministrom u vladi SR Srbije. Bio je članom Izvršnog vijeća SR Srbije i zastupnikom Skupštini SR Srbije. Bio je član Savjeta federacije.
Bio je albanski književnik, članom Udruženja književnika Kosova. Prevodio je sa srpskog i francuskog na albanski jezik.
Umro je 19. prosinca 1987. godine u Beogradu.
Nosilac je Partizanske spomenice 1941. i drugih odlikovanja.